# Sharran
Sharran (tiếng Ả Rập: شران, cũng đánh vần Sharan hoặc Shiran) là một ngôi làng ở miền bắc Syria, một phần hành chính của Tỉnh Aleppo, nằm ở phía tây bắc Aleppo gần biên giới Thổ Nhĩ Kỳ. Các địa phương gần đó bao gồm Azaz và Qatma ở phía đông và Afrin ở phía nam. Theo Cục Thống kê Trung ương Syria (CBS), Sharran có dân số 2.596 người trong cuộc điều tra dân số năm 2004. Thị trấn cũng là trung tâm hành chính của Sharran nahiyah của quận Afrin bao gồm 35 ngôi làng với dân số kết hợp là 13.632. Vào ngày 6 tháng 3 năm 2018, thị trấn nằm dưới sự kiểm soát của Quân đội Syria Tự do do Thổ Nhĩ Kỳ hậu thuẫn. 

Sharran là trung tâm hành chính của Nahiya Sharran của Quận Afrin.